# 皱塔玉螺
皱塔玉螺（学名：Polinices plicispira），是异足目玉螺科无脐玉螺属的一种。主要分布于台湾，常栖息在300米深海底。